# Panurgus avarus
Panurgus avarus är en biart som beskrevs av Warncke 1972. Panurgus avarus ingår i släktet fibblebin, och familjen grävbin. Inga underarter finns listade i Catalogue of Life.